# Gary Busey
William Gary Busey (Baytown, Texas, 29 de junio de 1944), más conocido como Gary Busey, es un guitarrista, cantante y actor estadounidense de cine y televisión.

## Biografía
Busey nació en Goose Creek (ahora Baytown), Texas, hijo de Virginia Arnett, ama de casa, y Delmer Lloyd Busey, gerente de construcción de diseño. Se graduó en la Nathan Hale High School en Tulsa, Oklahoma. Asistió a la Universidad Estatal de Pittsburg, Kansas, con una beca de fútbol americano. Aquí comenzó su interés por la actuación. Luego se trasladó a la Universidad Estatal de Oklahoma, en Stillwater, y abandonó sus estudios a muy poco de graduarse. 
En 1971, su entonces esposa Judy Helkenberg dio a luz a su hijo, Jake Busey. Gary y Judy se divorciaron cuando Jake tenía diecinueve años de edad. 
El 4 de diciembre de 1988, Busey resultó gravemente herido en un accidente de motocicleta en la que no llevaba casco. Sufrió fractura de cráneo y los médicos temían que sufriera daño cerebral permanente. Busey ha manifestado repetidamente que renació después de una muerte casi segura a causa del accidente de moto. 
Actualmente vive en Malibú, California. El 9 de diciembre de 2009 se anuncia que Gary Busey y su novia Steffanie Sampson estaban esperando un hijo.
En 1999 sujetó por el hombro a Tiana Buse, su esposa de ese entonces, y la golpeó contra el suelo. Intervino la policía de Malibú y quedó en libertad después de pagar una fianza de 2.500 dólares. En el año 2016 salió a la luz que durante la temporada del año 2011 de The Apprentice manoseó a una empleada del programa, hecho que fue confirmado por otros empleados presentes.

## Carrera

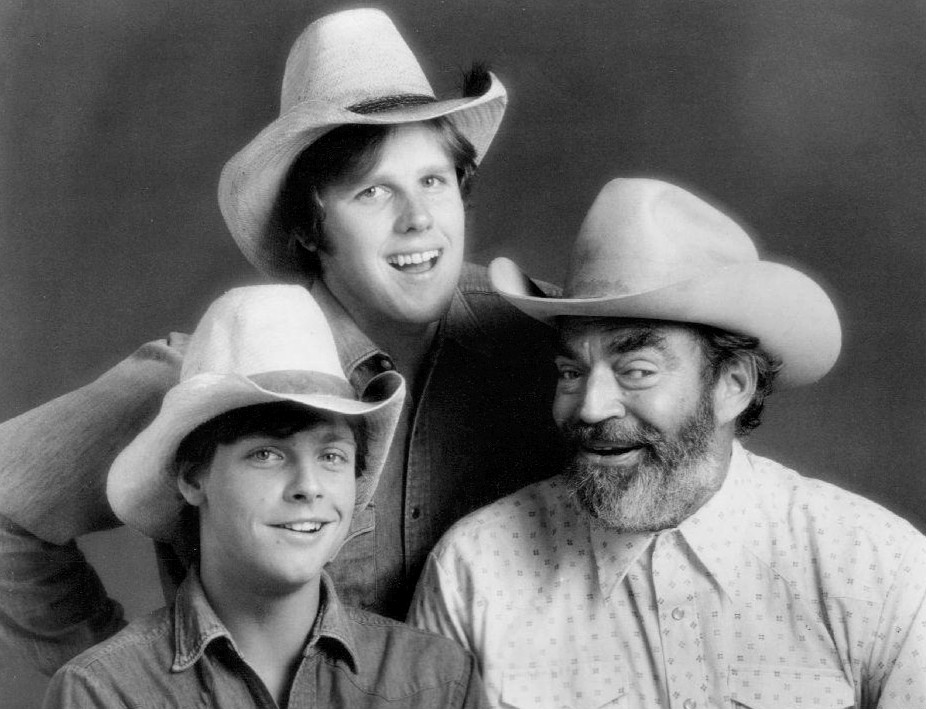
Foto de Gary Busey (de pie), Mark Hamill y Jack Elam del programa de televisión The Texas Wheelers.

Busey empezó su carrera en el mundo del espectáculo como batería en el grupo The Rubber Band. Apareció en varias grabaciones de Leon Russell, acreditado con los nombres de "Teddy Jack Eddy" y "Sprunk", un personaje que creó cuando era miembro del elenco de una comedia de televisión local llamada The Uncanny Film Festival and Camp Meeting. También estuvo en una banda llamada Carp, con la que grabó un álbum para la discográfica Epic Records en 1969.  Busey siguió interpretando pequeños papeles en cine y televisión durante la década de 1970.
En 1978, interpretó a Buddy Holly en el biopic The Buddy Holly Story. La película ganó un Óscar, y Busey fue nominado en el apartado "Mejor Actor". Ese mismo año también protagonizó la película de surf El gran miércoles (Big Wednesday).
En la década de 1980, Busey tuvo pequeños papeles en Silver Bullet (adaptación de El ciclo del hombre lobo, novela de Stephen King), y en Barbarosa, Insignificance y Lethal Weapon. En la década de 1990, apareció en Depredador 2, Rookie of the Year, Fear and Loathing in Las Vegas, Under Siege, The Firm, Lost Highway, Point Break y Black Sheep.
En la película D.C. Cab, Busey interpretó al personaje llamado Dell. En un momento del film, Dell está cantando, con una grabación en casete de Busey cantando "Why Baby Why" (que Busey grabó, pero que aún permanece inédita).
Busey también cantó en Saturday Night Live (la canción "Stay All Night") en marzo de 1979 y en el programa de televisión Late Show with David Letterman en la década de 1990.
En 2002, Busey le da voz al personaje Phil Cassidy en Grand Theft Auto: Vice City, luego de nuevo en 2006 en Grand Theft Auto: Vice City Stories. Además se dio voz a sí mismo en un capítulo de Los Simpson de 2005.
Busey apareció en 2006 en la película turca Valle de los Lobos (Kurtlar Vadisi: Irak, en idioma turco). La película, acusada de antiamericanismo, y antisemitismo, cuenta la historia del ejército de Estados Unidos que invade Irak, y se confronta con un valiente soldado turco; Gary Busey interpreta a un judío-americano del servicio médico del ejército que trafica con órganos de los prisioneros iraquíes heridos, los cuales son vendidos a ricos pacientes de Nueva York, Londres y Tel Aviv.
En 2007 actuó en la serie de HBO Entourage.
Busey participó en una sesión fotográfica realizada por el famoso fotógrafo Tyler Shields, donde se puso en una camisa de fuerza. Las fotos fueron para el libro de Tyler llamado El lado sucio del glamour. El producto obtenido de la venta de ese libro fue donado a organizaciones caritativas.
Luego apareció en varios anuncios para el videojuego Saints Row 2, con el título genérico de "Street Lessons with Uncle Gary".
En 2008, participa de la segunda temporada del reality show Celebrity Rehab with Dr. Drew.

## Filmografía
- Angels Hard as They Come (1971)
- The Magnificent Seven Ride! (1972)
- Dirty Little Billy (1972)
- Lolly-Madonna XXX (1973)
- Hex (1973)
- Blood Sport (1973)
- The Last American Hero (1973)
- The Execution of Private Slovik (1974)
- Thunderbolt and Lightfoot (acreditado como Garey Busey, 1974)
- The Law (1974)
- A Star is Born (1976)
- The Gumball Rally (1976)
- The Buddy Holly Story (1978)
- Straight Time (1978)
- El gran miércoles (Big Wednesday, 1978)
- Carny (1980)
- Foolin' Around (1980)
- Barbarosa (1982)
- Didn't You Hear... (1983)
- D.C. Cab (1983)
- The Bear (1984)
- Insignificance (1985)
- Silver Bullet (1985)
- Half a Lifetime (1986)
- Eye of the Tiger (1986)
- Let's Get Harry (1986)
- Lethal Weapon (1987)
- Bulletproof (1988)
- A Dangerous Life (1988)
- The Neon Empire (1989)
- Hider in the House (1989)
- Act of Piracy (1990)
- Predator 2 (1990)
- Point Break (1991)
- My Heroes Have Always Been Cowboys (1991)
- Wild Texas Wind (1991)
- Canvas (1992)
- Chrome Soldiers (1992)
- Under Siege (1992)
- The Firm (1993)
- Rookie of the Year (1993)
- South Beach (1993)
- Breaking Point (1993)
- Surviving the Game (1994)
- Warriors (1994)
- Drop Zone (1994)
- Chasers (1994)
- Man with a Gun (1995)
- Steel Sharks (1996)
- One Clean Move (1996)
- Livers Ain't Cheap (1996) (a.k.a. The Real Thing)
- Black Sheep (1996)
- Carried Away (1996)
- Sticks & Stones (1996)
- The Chain (1996)
- Suspicious Minds (1997)
- The Rage (1997)
- Lost Highway (1997)
- Lethal Tender (1997)
- Plato’s Run (1997)
- Rough Riders (1997)
- Rough Draft (1998) (a.k.a. Diary of a Serial Killer)
- Soldier (1998)
- Fear and Loathing In Las Vegas (1998)
- Universal Soldier II: Brothers in Arms (1998)
- Detour (1998) (a.k.a. Too Hard to Die)
- Hot Boyz (1999)
- The Girl Next Door (1999)
- No Tomorrow (1999)
- Two Shades of Blue (1999)
- Jacob Two Two Meets the Hooded Fang (1999)
- A Crack in the Floor (2000)
- Tribulation (2000)
- Glory Glory (2000) (también conocida como Hooded Angels)
- Inside The Metal Box (2000)
- Down 'n Dirty (2000)
- G-Men from Hell (2000)
- Frost: Portrait of a Vampire (2001)
- On the Edge (2002)
- Welcome 2 Ibiza (2002)
- Sam & Janet (2002)
- Slap Shot 2: Breaking the Ice (2002)
- The Prize Fighter (2003)
- Scorched (2003)
- Shadowlands (2003)
- Shade of Pale (2004)
- Motocross Kids (2004)
- Lexie (2004)
- El Padrino (2004)
- Border Blues (2004)
- Latin Dragon (2004)
- Ghost Rock (2004)
- The Hand Job (2005)
- Souled Out (2005)
- No Rules (2005)
- Chasing Ghosts (2005)
- The Baker's Dozen (2005)
- Into the West (2005)
- Buckaroo: The Movie (2005)
- A Sight for Sore Eyes (2005)
- The Gingerdead Man (2005)
- The Hard Easy (2005)
- Descansos (2006)
- Valley of the Wolves Iraq (2006)
- Dr. Dolittle 3 (2006) (voz)
- Shut Up and Shoot! (2006)
- Soft Target (2006) (también conocida como Crooked)
- Quigley  (2006)
- Devorador (2007)
- Lady Samurai (2007)
- Homo Erectus (2007) (también conocida como National Lampoon's The Stoned Age)
- Blizhniy Boy: The Ultimate Fighter (2007)
- Succubus: Hell-Bent (2007)
- Maneater (2007)
- Beyond the Ring (2008)
- Nite Tales: The Movie (2008)
- Hallettsville (2009)
- Down and Distance (2009)
- DaZe: Vol. Too (sic) - NonSeNse (2009)
- Grown Ups (2010)
- Freaky Saturday Night Fever (2010)
- Guido (2011)
- Jenny (2011)
- Change of Heart (2012)
- Piranha 3DD (2012)
- Lizzie (2012)
- Matt's Chance (2013)
- Bounty Killer (2013)
- Confessions of a Womanizer (2014)
- Behaving Badly (2014)

## Apariciones en televisión
- Kung Fu (Temporada 1, Episodio 15 ("The Ancient Warrior")) (1973)
- Gunsmoke (1975)
- The Texas Wheelers (ABC-TV 8 episodios, 1974-75)
- Saturday Night Live (1979) (anfitrión)
- Walker, Texas Ranger (1999)
- The Outer Limits (2000), Episodio: "Revival"
- Law & Order (2001)
- King of the Hill (2001) (voz)
- Entourage ("Busey and the Beach", Temporada 1, Episodio 6; "The Boys Are Back In Town", Temporada 2, Episodio 1; "Gary's Desk", Temporada 4, Episodio 8) (2004, 2005, 2007)
- The Man Show (2002)
- I'm with Busey (Comedy Central, 2003)
- Penn & Teller: Bullshit! ("12 Stepping", 2004)
- High Chaparall (2004)
- The Simpsons (On a Clear Day I Can't See My Sister, temporada 16, episodio 11) (2005)
- Celebrity Fit Club 2 (VH1, 2005)
- Tom Goes to the Mayor (2006) (voz)
- Scrubs ("My Missed Perception", 2006)
- Celebrity Paranormal Project (VH1, 2006)
- The Smoking Gun Presents: World's Dumbest... (truTV, 2008)
- The Cho Show (VH1, 2008)
- Celebrity Rehab with Dr. Drew (VH1, 2008)
- The Comedy Central Roast of Larry the Cable Guy (Comedy Central, 2009)
- Two and a Half Men (Warner Brothers, 2011)
- Sharknado: Que la 4ª te acompañe (2016)
- Impractical Jockers (2017-2018)

## Videojuegos
- Grand Theft Auto: Vice City (voz) (2002)
- Grand Theft Auto: Vice City Stories (voz) (2006)
- Saints Row 2 (voz) (2008)
- Killing Floor 2 (voz) (2018)

## Premios y nominaciones
Premios Óscar
| Año  | Categoría   | Trabajo nominado      | Resultado |
| ---- | ----------- | --------------------- | --------- |
| 1979 | Mejor actor | The Buddy Holly Story | Nominado  |

- 1978 - Ganador del Premio de la Asociación de Críticos de Cine de Los Ángeles
- 1978 - Ganador del Premio de la Sociedad Nacional de Críticos de Cine, por su actuación en The Buddy Holly Story
- 1979 - Nominado al Globo de Oro, por su actuación en The Buddy Holly Story
- 1980 - Ganador del Premio BAFTA, por su actuación en The Buddy Holly Story
- 1987 - Ganador del Premio ACE, como mejor actor en serie dramática por "The Hitchhiker"